# 로매니 말코
로머니 맬코(Romany Malco, 1968년 11월 18일 ~ )는 미국의 배우이다.

## 출연 작품

### 영화
- 턱시도 - 미치 역
- 퀸카가 아니어도 좋아 - 뷰케넌 역
- 가까스로 크리스마스
- 나이트 스쿨

### 드라마
- 매드독스